# Немачко царство
Немачко царство (  — Немачки кајзеррајх, званично Deutsches Reich — Немачки рајх), био је назив за немачку државу у периоду од 47 година, од када се пруски краљ Вилхелм I прогласио за немачког цара 18. јануара 1871. до 9. новембра 1918. и абдикације Вилхелма  после пораза у Првом светском рату. Службено име државе, Немачки рајх (  — „Немачко царство“), се користило све до 1943. иако Немачка није све ово време била монархија.
Израз Други рајх (  — „Друго царство“) понекад и најбоље означава овај период у историји Немачке. Израз је увео Артур Мелер ван ден Брук, 20-их година 20. века. Закључио је да је Свето римско царство било Први (немачки) рајх (  — „Прво (немачко) царство“), док је Немачко царство било Други рајх. Том логиком је и настао израз Трећи рајх (  — „Треће царство“) који се односи на Хитлерову Немачку (види Нацистичка Немачка).

## Уједињење Немачке
Немачки националисти под Отом фон Бизмарком из корена мењају своја становишта. Одједном, почињу да заговарају либералну идеју о уједињењу свих немачких земаља. Бизмаркова жеља је била да уједини конзервативне немачке државице, да направи јаку Немачку, и да у тој Немачкој главну реч води Пруска. То му је и пошло за руком након три успешне војне кампање: Другог Шлесвишког рата против Данске 1864, Аустријско-пруског рата 1866. у којем је одбранио јужне немачке државе од Аустрије и у Француско-пруском рату против Другог Француског царства од 1870—1871. Током опсаде Париза, Севернонемачка конфедерација је прогласила уједињење са јужним немачким земљама. Службено проглашавање Немачког царства објавио је својим прогласом први цар новооснованог царства Вилхелм I Немачки. Немачко уједињење се прогласило у дворцу Версају, што је било понижавајуће за Французе. Французи убрзо престају са отпором и губе рат.
Напредак Немачког царства је у много томе сличан напретку Италије и Јапана. Слично као и Бизмарк, гроф Камило Кавур у Италији је користио и дипломатска и ратна средства како би дошао до свог циља. Прво се спријатељио са Француском пре него што је напао Аустрију. Тиме је осигурао уједињење Италије под влашћу династије Пијемонтесе (без Папске Државе и Венеције коју је држала Аустрија) 1861. За проблеме у Краљевини Сардинији, Кавур је одабрао револуционарне националисте као Ђузепеа Гарибалдија и Ђузепеа Мазинија, који су хтели да заштите уједињење Италије. Слично Италији, Јапан је следио пут конзервативне модернизације, којим је кренуо још од пада Токугавиног шогуната. Јапан је 1882. основао одбор који је имао задатак да проучава уређења других држава света. Били су веома импресионирани устројем Бизмаркове Немачке, и 1889. изгласали су устав који је био сличан ономе у Немачком царству.

## Земље Немачког царства
Пре њеног уједињења, Немачка је била подељена у 39 независних држава. Те државе су се делила на: краљевине, велика војводства, војводства, кнежевине, слободне градове i једну царску територију. Краљевина Пруска је била највећа самостална немачка држава, и покривала је 60% површине тадашњег Немачког царства. Многи историчари сматрају да је Бизмарково уједињење Немачке било у ствари само проширење Пруске.
Ове државе су своју сувереност стицале на различите начине. Неке су је добиле распадом Светог римског царства, док су се неке избориле за то на Бечком конгресу 1815. године. Територије појединих држава нису увек чинили једну физичку целину, неке су постојале из неколико делова. Ово је резултат како повесног деловања, тако и наследствима услед породичних веза одређених династија.
Свака земља је имала свог представника у Царском савезу као и у Рајхстагу. Повезаност између Царског центра и земаља чланица били су глатки и развијали су се на већ постављеној основи.
| Земља                                           | Земља                                           | Главни град   |
| ----------------------------------------------- | ----------------------------------------------- | ------------- |
| Краљевине (Königreiche)                         |                                                 |               |
|                                                 | Прусија (Preußen)                               | Берлин        |
|                                                 | Баварска (Bayern)                               | Минхен        |
|                                                 | Саксонија (Sachsen)                             | Дресден       |
|                                                 | Виртемберг                                      | Штутгарт      |
| Велика Војводства (Großherzogtümer)             |                                                 |               |
|                                                 | Баден                                           | Карлсруе      |
|                                                 | Хесен (Hessen)                                  | Дармштат      |
|                                                 | Мекленбург-Шверин                               | Шверин        |
|                                                 | Мекленбург-Штрелиц                              | Нојштрелиц    |
|                                                 | Олденбург                                       | Олденбург     |
|                                                 | Саксен-Вајмар-Ајзенах (Sachsen-Weimar-Eisenach) | Вајмар        |
| Војводства (Herzogtümer)                        |                                                 |               |
|                                                 | Анхалт                                          | Десау         |
|                                                 | Брауншвајг (Braunschweig)                       | Брауншвајг    |
|                                                 | Саксен-Алтенбург (Sachsen-Altenburg)            | Алтенбург     |
|                                                 | Сакс-Кобург-Гота (Sachsen-Coburg und Gotha)     | Кобург        |
|                                                 | Сакс-Мајнинген (Sachsen-Meiningen)              | Мајнинген     |
| Кнежевине (Fürstentümer)                        |                                                 |               |
|                                                 | Липе                                            | Детмолд       |
|                                                 | Ројс-Гера (Млађа линија)                        | Гера          |
|                                                 | Ројс-Грајц (Старија линија)                     | Грајц         |
|                                                 | Шаумбург-Липе                                   | Бикебург      |
|                                                 | Шварцбург-Рудолштат                             | Рудолштат     |
|                                                 | Шварцбург-Зондерсхаузен                         | Зондерсхаузен |
|                                                 | Валдек-Пирмонт                                  | Аролзен       |
| Слободни ханзеатски градови (Freie Hansestädte) |                                                 |               |
|                                                 | Бремен                                          |               |
|                                                 | Хамбург                                         |               |
|                                                 | Либек                                           |               |
| Царска територија (Reichsland)                  |                                                 |               |
|                                                 | Елзас-Лотринген (Elsass-Lothringen)             | Стразбур      |

### Карте
- Пруско краљевство
- Краљевство Баварија
- Територија Липе-Детмолда
- Краљевство Саксонија
- Краљевство Виртемберг
- Немачке колоније 1914.

## Конзервативна модернизација
Бизмаркова унутрашња политика одиграла је велику улогу у стварању ауторитативне политике у царству. Мање окупиран јачањем континенталне политике одмах након уједињења 1871, немачка влада донела је релативно једноставне економске и политичке промене. Темељне Бизмаркове реформе одгурнуле су Немачку у сам врх европске индустријске моћи.

### Економија
Процес индустријализације је динамично у Немачкој и немачким фабрикама почео да осваја немачко тржиште, и тиме бацио у други план Британску робу. Започела је и жестока битка између немачких и британских производа изван граница Немачке, претежно у САД. Немачки текстил и метална индустрија почетком Француско-Пруског рата надмашио и заменио све стране, а међу њима и британске производе са домаћег тржишта. Током века немачка индустрија је чак и извозила метал за британско слободно тржиште. Производећи квалитетну војну опрему током Првог светског рата немачка индустрија је опремила своје војнике са одличном опремом. То укључује и производњу пушака, pištolja, и тешког наоружања (Машинки, разноврсних пројектила и тешке и лаке артиљерије).

### Идеологија
Након службеног уједињења Немачке 1871, Бизмарк се посветио пропагирању прусионизма под маском уједињавања Немачке. Томе се супротставио службени Ватикан и папа Пије IX што их је довело до разних сукоба.
Бизмаркови главни циљеви су били: Културна борба, социјалне реформе и национално уједињење.
- Културна борба — Након оснивања католичких немачких држава на југу и у неким деловима на истоку, католицизам, који је заступала Католичка Странка Центра, чинила је велику претњу процесу уједињења. Јужне католичке државе, већином су биле земљорадничке па су потпале под утицај сељаштва, радништва и свештенства, за разлику од северних Немаца чије су државе биле развијеније и под утицајем аристократизма. Борба између Бизмарка и утицаја Католичке цркве у јужним земљама назива се Културна борба. Међутим након 1878. Бизмарк се ујединио са Католичком Странком Центра у борби против социјализма, и тиме је завршена Културна борба. Временом, утицај Ватикана је ослабио, и Немачка је постала већином протестантска земља.
- Социјалне реформе — Како би ослабио утицај социјалиста и њихових организација, Бизмарк је увео неке реформе познате као социјалне реформе. Увео је здравствено осигурање 1883, осигурање у случају несреће 1884, инвалидску и старосну пензију 1889. Ове реформе су биле најнапредније у целом ондашњем свету, стога и дан данас постоје у Немачкој.
- Национално уједињење — Бизмарк је уложио огроман напор у смањивању разлика међу немачким државама. Наиме након уједињења морао је да води битку са националистима који су захтевали независност њихових држава.

### Германизација и потискивање других народа
Политика уједињења је подразумевала и чишћење ненемачких језика из јавног живота, школа и академских установа. Насилна германизација често је имала супротан ефекат од жељеног, националне мањине су чвршће чувале свој језик и културу учећи децу код куће, плашећи се да не изгубе националну свест.
Пољаци су били највише потискивани германизацијом. Почела је жестока битка Бизмарка против њих, давали би им земље у колонијама, док би их из Немачке протеривали. Године 1888, Бизмарк и његова влада су организовали је масовну депортацију Пољака.

## Вилхелм II

### Уздизање царске власти и Бизмаркова оставка
Царство се јако добро развијало под Бизмарковим вођством све до цареве смрти 1888. Након његове смрти, Фридрих III, његов син и наследник, био је на власти само 99 дана, када је трон препустио Вилхелму II. Тај догађај је обележен као „година три цара“. Вилхелм II је схватао значење царског трона, и желео је да за разлику од већине европских монарха у то време, који су имали само фигуративну власт, буде владар и de facto. Амбиције Вилхелма II и његова дела су га довела у сукоб са Бизмарком. Након жестоких свађа око власти, Бизмарк се повукао и предао власт Вилхелму II марта 1890, када је поднео оставку на место немачког канцелара.
Након Бизмарковог одласка, Вилхелм II је постао главни вођа Немачке. За разлику од његовог оца Вилхелма I, који је већину послова, било унутрашњих или спољашњих, остављао Бизмарковој влади, Вилхелм II се активно укључио у немачку политику, у жељи да остави утисак поузданог, способног и упућеног владара, и да задржи праву, а не фигуративну власт. Вилхелм II је по властитој жељи примао савете од Валтера Ратенауа, веома контроверзне особе у немачкој политици која је била либерал, Јеврејин, масон и хомосексуалац (убили су га десничарски екстремисти 1922). Од Ратенхауа, Вилхелм је сазнао много о европској економији и индустријским и финансијским везама унутар ње, што му је пуно помогло у укључивању у политички живот.
На службеним сликама и фотографијама, Вилхелм II је увек скривао своју леву руку која му је била деформисана још од рођења. Вилхелм II је у светској повести остао запамћен по својој агресивној политици која је и била један од узрока Првог светског рата.

### Унутрашњи послови
Током владавине Вилхелма II Немачка више није уживала такав ауторитет као када је њом владао Ото фон Бизмарк. Наследници Бизмарка су имали велике проблеме код промене власти, посебно његови наследници на месту канцелара Пруске. Прве либералне промене увео је Лео фон Каприви и тиме је смањио незапосленост. Његов програм либерализације Немачке био је прихваћен и од стране цара, и од стране немачког становништва. Једини противници ових промена су били пруски земљопоседници, који су се бојали губитка власти и моћи, па су стога покренули кампању против Капривија.
За време док су се пруске аристократе буниле против свих захтева уједињене Немачке, 1890-их неколико побуњеничких организација је устало против пруског милитаризма и политике прусификације која је полако постајала главни елемент немачке политике, како спољне тако, и унутрашње. Поједини професори су увели либерализам у школство и тако створили алтернативу милитаризму, у жељи за развијањем индивидуализма и слободе.. Највећу опозицију Вилхелму II пружила је новооснована странка СПД (Социјал-демократска партија Немачке) које је пропагирала многе левичарске идеје, а међу њима и марксизам. Такође СПД је био заговорник многих социјалистичких реформи које би ослабиле моћ цара, и због тога се та странке жестоко успротивила Вилхелму II. Јака немачка индустрија је увела програм социјалне заштите и збрињавања за своје раднике све док они нису подржавали социјалисте. Имали су право на пензије, осигурање у случају болести, а чак су били и стамбено збринути, што је смањило социјалне проблеме.
Вилхелм II, за разлику од Бизмарка, је разрешио размирице између Немачке и Католичке цркве, и са њом се удружио у борби против социјализма . Ова политика је доживела пропаст када су социјал-демократе добиле трећину гласова 1912. за Рајхстаг, и тако постали највећа странка у Немачкој. Међутим, они нису образовали скупштинску већину, већ су то урадиле десничарске странке које су подржавали цар и Католичка црква. У време ове владе порастао је национализам и милитаризам, и већина Немаца који нису хтели да служе војни рок су отишли у Америку.
Током Првог светског рата (1916), Вилхелмова моћ се знатно смањила, тј. пренела се на два човека, Паула фон Хинденберга, заповедника врховне команде немачке војске и каснијег председника Вајмарске Републике и Ериха фон Лудендорфа, немачког генерала, организатора ратне привреде за време Првог светског рата, и каснијег нацисте. Цар је изгубио стварну моћ, и након две године на челу немачке државе без стварне власти, 1918. је морао да абдицира.

### Спољни послови
Вилхелм II је желео да створити за Немачку „место под сунцем“, па је као и Велика Британија почео стварати колонијалне поседе широм Африке и Пацифика. Како је већина афричке територије већ одраније била колонизована, Немачка није имала лаган задатак. Преузели су све неколонизоване државе у Африци створивши тако Немачку југозападну Африку (Намибија), Немачки Камерун и Камерун) и Немачку источну Африку (Танзанија). Немачка је такође добила нека острва у Пацифику, као и кинеску луку Ћингдао, која је била конкурентска лука британском Хонгконгу и португалском Макау. Афричке колоније стварале су некакав профит Немачкој, док од пацифичких острва није било велике економске користи. Служили су само за ширење немачког језика и утицаја у свету. Немачка, коју је финансирала Немачка банка, укључила се у пројекат изградње Багдадске железнице (1900—1911) заједно са Османским царством, што је покренуло стварање немачких лука на Блиском истоку. Стварање Багдадске железнице подупирала је и Велика Британија, која је веровала да ће тим чином повећати обим своје трговине са Немачком. Међутим како је време пролазило, Британци су увидели да немачки напори у покушавању повећавања утицаја на Блиском истоку доводе до смањивања британског утицаја, стога су Британци затражили обуставу радова на Багдадској железници. Захтев су прихватили Немачка и Османско царство. Бизмарк је додуше имао другачију политику и противио се колонизацији. Сматрао је да ће Немачка добити међународну моћ доминацијом у Европи и стварањем немачке средње Европе и тако преузети неке делове територије Руске Империје, што би створило довољне економске ресурсе и остварило профит. Вилхелмови напори да колонизује неколико слободних територија у Африци и на Пацифику наишли су на велике критике немачких националиста (укључујући будућег будућег нацистичког вођу Адолфа Хитлера), јер је пропустио да направи Немачко царство које би се темељило само на европским територијама.
Немачки колонијализам Вилхелма II уплео је Немачку у бројне сукобе. Први сукоб догодио се током Боксерског устанка у Ћингдаоу. Кинески цивили протестовали су против немачке власти у тој покрајини. На тај чин цар је одговорио веома брзо оружаним нападом, говорећи да Кинези морају запамтити немачку моћ и силу на исти начин како су европски народи запамтили Хуне. Та царева изјава употребљена је много пута у Првом и Другом светском рату за исмевање Немачке и немачког народа. Други случај је био када је насилна немачка политика два пута скоро проузроковала рат са Французима око питања Марока.
Немачки колонијализам је резултовао и многим неславним потезима, као што су бројни геноциди у Немачкој југозападној Африци (данашња Намибија), посебно онај над племенима Хереро и Нама. Након преузимања југозападне Африке, немачки бели досељеници населили су се на земљу афричких племена Хереро и Нама, у циљу да их потлаче и ставе у резервате. Припадници племена Хереро и Нама постали су робовска снага, док је њихова земља коришћена као вредан ресурс, нарочито за вађење драгог камења и дијаманата. Припадници племена Хереро и Нама су се 1903. и 1904. побунили се против немачких власти у источној Африци. Као одговор на побуну, Вилхелм II послао је немачког војног заповедника Лотара фон Троту у југозападну Африку како би прогнао припаднике племена Хереро из источне Африке. Фон Трота је дао ултиматум племену Хереро:
Ја, велики генерал немачких трупа, шаљем ово писмо припадницима племена Хереро… Сви припадници племена Хереро морају напустити ову земљу… Ако било који припадник племена буде пронађен унутар немачких граница, с оружјем или без њега, са домаћом животињом или без ње, биће устрељен. Више нећу примати жене или децу; него ћу их одвести натраг у племе и убити. То је моја одлука за све припаднике племена Хереро.
Укупно, око 65.000 припадника племена Хереро (80% целокупне популације) и 10.000 припадника племена Нама (50% целокупне популације) је ликвидирано или је умрло током немачке владавине у Африци. Немачко царство оправдавало је акцију свету, говорећи да припадници племена Хереро нису били под заштитом Женевске конвенције о људским правима зато што припадници племена Хереро и Нама нису људи, него „подљуди“. Ова метода дехуманизације и одузимања људских права биће основа Адолфу Хитлеру и нацистичком режиму за прогон Јевреја и остали „нижих раса“. Међутим, насупрот Трећем рајху, Немачко царство није све црнце сматрало нижим расама. Неколико домородаца који су прихватили хришћанство су постали део немачке колонијалне војске, зване Аскарис. Геноцид је био посебно уперен према припадницима племена Хереро и Нама из Немачке источне Африке, како би уплашили тамошње домородачко становништво и зауставили их у свакој даљем покушају побуне. Уједињене нације су признале и потврдиле овај геноцид 1985, а 2004. је и немачка влада је осудила све злочине које је починило Немачко царство.
Немачке размирице с Француском и подупирање Аустроугарске окупације Босне и Херцеговине 1908, уништиле су добре односе Немачке с Русијом, потенцијалним савезником у борби против британске превласти. Када су се Британци и Руси усагласили против немачке агресивне спољне политике и решили размирице с Француском, Немачка је остала изолована и уз Аустроугарску као јединог оданог савезника. Такође се Аустроугарска ослањала на Немачку као на јединог правог савезника и зависила је од немачке подршке етничком национализму у мултиетничком Аустроугарском царству. Немачки други савезник Италија видела је много више користи у преузимању великог дела хрватске обале, која је у то доба била у склопу Аустро-Угарске, него у савезништву с Немачком.

## Први светски рат и крај Царства
Након атентата на аустроугарског престолонаследника Франца Фердинанда који је починио Србин из Босне и Херцеговине Гаврило Принцип, цар Вилхелм II понудио је аустријском цару Францу Јозефу пуну помоћ и подршку аустријском плану о нападу на Србију, коју су кривили за атентат. Пошто је Србија одбила захтев Аустроугарске да аустријски истражитељи истраже случај атентата, Аустроугарска је започела инвазију на Србију. Немачка није очекивала рат, а и мислила је ако и рат избије да ће бити на регионалном нивоу, између Аустроугарске и Србије у који би се евентуално укључила Русија. Пошто је Немачка стала уз Аустроугарску, а Француска и Британија уз Русију, било је очигледно, ако рат избије, да ће се Европа суочити с највећим ратом до тада.
Немачка је кренула у рат циљајући на свог главног противника, Француску. Немачка је у Француској видела главну претњу на европском континенту, која би се могла брже мобилизовати од Русије и преузети језгро немачке индустрије у долини Рајне. За разлику од Британије и Русије, Французи су се укључили у рат пре свега због освете Немачкој, посебно због губитка Алзаса и Лорене 1871. Немачко врховно заповедништво знало је да Французи скупљају војску за улазак у Алзас и Лорену. Немачка није хтела ризиковати дугачким биткама уз немачко-француску границу па је уместо тога прихватила Шлифенов план, војни план смишљен тако да избегне напорне битке уз немачко-француску границу. Немачка војска је ушла је кроз земље Бенелукса у Француску, спуштајући се према Паризу и опколила га, те је брзо победила француску војску на француско-немачкој граници. Након пораза француске војске, Немачка се окренула према Русији. Међутим, Французи су и након пораза своје војске пружали жесток отпор бранећи свој главни град, и Немци су се морали повући након прве битке на Марни.
Након немачког неуспеха у првој бици на Марни, немачка идеја о брзој победи је пропала и почело је дуготрајно ратовање у рововима. Даљи покушаји продора у дубину француске територији су пропали након две битке код Ипра са великим жртвама на обе стране. Немачки заповедник врховног штаба Ерих фон Фалкенхајн одлучио је одустати од Шлифеновог плана и уместо тога усредсредити се на дуготрајни и напоран рововски рат с Француском код Вердена. Разлог је био тај што је град Верден био град херој и француски понос у Француско-пруском рату, стога је знао да ће се Французи побринути да Верден остане слободан. Када је почела битка за Верден, француске јединице почели су задобивати тешке ударце. Прво је немачка војска тровала француске војнике отровним гасовима, а након тога директним нападом још би више наудила њиховом стању. Но битка се током времена охладила, стога је опет све прешло у исцрпљујући рововски рат који је само задржавао немачке војнике у Француској док су Руси били све ближе источној Пруској. Упркос томе што су француски губици били пуно већи од немачких, француски војници на бојишту добијали су сталну подршку у људству, што је Немцима отежавало заузимање Вердена. Када је на место Фалкенхајна дошао будући нацист Ерих Лудендорф, схватио је да је битка код Вердена узалудна и да тако Немачка само губи у људству и на времену, стога је наредио повлачење својих трупа у децембру 1916. године.
Док је стање на западном фронту било безизлазно, борбе на Источном фронту често су завршавале немачком победом. Јако лоше организована и наоружана руска војска није била у могућности да победи много боље организовану немачку војску, стога су се Немци успешно ширили на исток. Немачка је профитирала из унутрашњих политичких сукоба у Русији, стога је 1916. осигурала руском комунисти Владимиру Лењину сигуран пут кроз Немачку на путу у Русију. Немци су сматрали да ће Лењин проузроковати даље политичке нереде у Русији, и да Русија након тога више неће бити способна за рат, тако да ће немачка војска победити на Источном фронту, што би уједно довело и до пребацивања великог броја војника с Источног фронта на Западни фронт за даљи рат са савезницима.
Године 1917. у Русији су избиле две револуције у којима је срушено царство и успостављен комунистички режим под вођством Владимира Лењина. Како је имао превише унутрашњих проблема, Лењин је одлучио да заустави поход на Немачку и Аустроугарску и преусмери војне снаге у борбу против унутрашњих непријатеља, присталица свргнутог цара Николаја II. Мировним уговором у Брест-Литовску из 1918, комунистичка власт Русије дала је огромну територију Немачкој само да би што пре окончала рат на Источном фронту. То укључује данашње прибалтичке земље (Естонију, Литванију и Летонију), Украјину и Белорусију. Наравно, мировни уговор је ставио Немачку у повољан положај. Не само што је огромна количина територија дана Немачкој и што су Руси уз то и морали платити ратну одштету Немачкој, него су Немци могли да пребаце велики број војника на Западни фронт и посвете се рату са остатком Антанте.
На колонијалном бојишту, немачки резултати су били променљиви. Много немачких колонија пало је у руке британске и француске војске. Међутим у Немачкој источној Африци, импресиван поход водио генерал Паул фон Летов Форбек, вођа афричких домородаца који су се борили на немачкој страни. Лотов-Ворбек је користио герилске методе напада против Британаца у Кенији као и у освајању португалског Мозамбика како би добио више земље и залиха хране и оружја за своје војнике. Након рата његова војска је била једина којој је допуштена победничка свечаност испод Бранденбуршке капије.
Без обзира на успех на источном бојишту 1918, Немачка није напредовала на западном бојишту због три разлога. Први је био дужина дуготрајног и напорног рата, јер су немачки војници константно били на бојишту, борећи се без вере у победу Немачке. Други разлог је био побуна цивила због дуготрајног ратовања немачких војника и смањења животног стандарда. Наиме, након британске блокаде Немачке, немачки цивили били су присиљени да живе у јако лошим условима. Повећале су се цене, нарочито хране и основних животних потрепштина. Почели су бројне антиратне демонстрације које су организовали припадници странака левог крила као Социјалдемократска странка Немачке и Независна социјалдемократска странка Немачке, које су захтевале хитан завршетак рата. Током рата, а посебно зиме 1916—1917, од неухрањености је умрло 750.000 немачких цивила, што је разбеснело немачки народ који је свој бес показивао прикључивањем радикалним странкама у Немачкој, које су се противиле наставку рата. Трећи разлог немачког неуспеха је укључивање САД у рат, што је додатно пореметило немачке планове и потопило последње идеје о победи Немаца у Првом свјетском рату.
У новембру 1918. Аустроугарска се нашла у врло тешкој позицији. Унутрашње револуције, већ изгубљени рат, незадовољство потлачених етничких група узело је маха. Аустроугарска, једини прави савезник Немачке, се под притиском унутрашњих проблема распала. С друге стране немачки цар Вилхелм II, због социјалистичких демонстрација које је покренуо СПД, је пред крај рата абдицирао са положаја немачког цара. Овим његовим чином завршава ера Немачког царства и почиње нова ера Немачке (Вајмарска Република) у сасвим новом друштвеном уређењу.